# كور فـان دير جيب
كور فـان دير جيب (بالهولندية: Cor van der Gijp)‏ هو لاعب كرة قدم ومدرب كرة قدم هولندي في مركز الهجوم، ولد في 1 أغسطس 1931 في دوردريخت في هولندا، وتوفي في 12 نوفمبر 2022. شارك مع منتخب هولندا لكرة القدم. أما مع النوادي، فقد لعب مع أمستردام الأزرق والأبيض وفاينورد.

## وصلات خارجية
- كور فـان دير جيب على موقع قاعدة بيانات كرة القدم.إي يو (الإنجليزية)
- كور فـان دير جيب على موقع ناشيونال فوتبول تيمز (الإنجليزية)
- كور فـان دير جيب على موقع عالم كرة القدم.نت (الإنجليزية)
- كور فـان دير جيب على موقع أوليمبيديا (الإنجليزية)